# Ingeborg Lüddecke
Ingeborg Lüddecke (geboren vor 1942 in Brögbern; gestorben 15. November 2013) war eine deutsche Schriftstellerin und Übersetzerin.

## Leben
Ingeborg Lüddecke wuchs in Lingen auf. Sie arbeitete langjährig im öffentlichen Dienst und wohnte in Brögbern im Lingener Nordland. Lüddecke engagierte sich, um den Ruf der niederdeutschen Sprache zu verbessern. Sie initiierte plattdeutsche Sprachkurse für Lehrerinnen und Lehrer und vermittelte Wissen über die kulturelle Bedeutung dieser Regionalsprache.
Ab 1990 publizierte sie in niederdeutscher Sprache. Daneben wirkte sie an Schulbüchern für den Plattdeutsch-Unterricht mit. So erarbeitete sie im Arbeitskreis beim Schulaufsichtsamt Emsland die vom Landkreis Emsland 1993 herausgegebene, mit zahlreichen Illustrationen und Notenbeispielen versehene Schrift Platt lutt moj oder Platt lutt moje.
Zudem verfasste sie literarische Übersetzungen aus dem Französischen ins Plattdeutsche.
Auf Plattdeutsch publizierte sie Kurzgeschichten und Gedichte in dem im Landbuch-Verlag erschienenen Periodikum Niedersachsen. Zeitschrift für Kultur, Geschichte, Heimat und Natur seit 1895.
Ihr Buch Emsländisches Brauchtum das Jahr hindurch verfasste sie abweichend auf Hochdeutsch.
Lüddeckes 2008 im Verlag des Emsländischen Heimatbunds erschienene Sammlung Dat Woord as Brügge. Plattdütske Lyrik un Stücke wurde 2010 von Karl Oldiges rezensiert im Jahrbuch des Emsländischen Heimatbundes.
Lüddeckes Gedichte versinnbildlichen vor allem „Naturstimmungen, und es werden Brücken von der Natur zu menschlichen Situationen geschlagen.“
Neben anderen Preisen wie dem „Aule Fösse“-Preis des Landkreises Osnabrück in Kooperation mit dem Kulturamt der Stadt Osnabrück erhielt sie im Jahr 2000 erhielt als erste Autorin ihrer Region für ihre niederdeutsche Lyrik den Freudenthal-Preis zuerkannt. Zu der auch in den Niederlanden, in Flandern und den USA bekannten und mit 5.000 Euro dotierten Auszeichnung äußerte sich der aus Amerika zugeschaltete Juror Reinhard F. Hahn aus Seattle anlässlich der Preisverleihung an Ingeborg Lüddecke: „N' Barg meesterliche Gedichten in'n Mundaard vant düütschnedderlandsch Grenzland.“

## Ehrungen
Lüddecke wurde mit mehreren Literaturpreisen ausgezeichnet, darunter
- 1992: dritter Preis beim Autorenwettbewerb Plattdeutsches Theater des Landkreises Emsland[7]
- 1995: 1. Preis in der Sparte[1] „Aule Fösse“ vom Landkreis Osnabrück und dem Kulturamt der Stadt Osnabrück[3]
- 1996: erster Preis beim Autorenwettbewerb des Landkreises und des Kulturamtes der Stadt Osnabrück[7]
- 1998: zweiter Preis beim Autorenwettbewerb des Landkreises und des Kulturamtes der Stadt Osnabrück[7]
- 1999: zweiter Preis beim Autorenwettbewerb des Landkreises und des Kulturamtes der Stadt Osnabrück[7]
- 2000: 1. Preis in der Sparte[1] „Aule Fösse“ vom Landkreis Osnabrück und dem Kulturamt der Stadt Osnabrück[3]
- 30. September 2000: Verleihung des Freudenthal-Preises[4][7]

## Schriften (Auswahl)
Neben diversen Übersetzungen aus dem Französischen, der Mitarbeit an verschiedenen Schulbüchern sowie Kurzgeschichten und Gedichten in dem Periodikum Niedersachsen. Zeitschrift für Kultur, Geschichte, Heimat und Natur seit 1895 publizierte Lüddecke:
- Kloaren mit Söiker. Emsländisches Brauchtum das Jahr hindurch. Lingen (Ems): Eigenverlag, 1990[8]
- Kloaren mit Söiker. Emsländisches Brauchtum das Jahr hindurch, 94 Seiten, Illustrationen, Lingen (Ems): Familienverband Lüddecke, 1992[9]
- Ingeborg Lüddecke et al.: Platt lutt moj[6] oder Platt lutt moje,[1] 136 Seiten mit zahlreichen Illustrationen und Notenbeispielen, Arbeitskreis beim Schulaufsichtsamt Emsland: „Mesters prootet Plaet“, hrsg. vom Landkreis Emsland, Arbeitskreis Mesters Prootet Plaett, Lingen: van Acken, 1993[6]
- Dat Woord as Brügge. Plattdütske Lyrik un Stücke, Sögel: Verlag des Emsländischen Heimatbundes, 2008, ISBN 978-3-88077-143-7
- Zwei Frauen aus Brögbern, in: Emsländische Geschichte, hrsg. von der Gesellschaft für Emsländische Regionalgeschichte, Bd. 9 (2001), Papenburg: Eissing, 2001, S. 299–305